# Gournia
Gournia (lingua greca: Γουρνιά), italianizzato in Gurnià, è il sito di un complesso palaziale minoico sull'isola di Creta, Grecia, scavato nei primi del XX secolo  dall'archeologa americana Harriet Boyd-Hawes. Gournia si trova nel comune di Ierapetra, su una piccola collina a poche centinaia di metri dal mare nel Golfo di Mirabella nella prefettura di Lasithi.

Mappa archeologica della Creta minoica